# Théâtre académique de la Satire de Moscou
Le Théâtre académique de la Satire de Moscou (en russe : Московский академический театр сатиры), est une compagnie théâtrale, fondée le 1er octobre 1924. Le théâtre se situe au no 2 de la place Triumphalnaïa près de la station de métro Maïakovskaïa.

## Directeurs artistiques
- 1924-1926 : Aleksei Alekseiev
- 1926-1929 : David Gutman
- 1933-1948 : Nikolai Gortchakov
- 1948-1953 : Nikolai Petrov
- 1953-1956 : Petr Vassiliev
- 1957-2000 : Valentin Ploutchek
- 2000 - : Alexander Schirvindt